# شمال إيطاليا

شمال إيطاليا ((بالإيطالية: Italia settentrionale)‏ أو الشمال فقط Nord) هو منطقة جغرافية وثقافية في الجزء الشمالي من إيطاليا. وهي منطقة غير إدارية تتكون من ثماني مناطق إدارية في شمال إيطاليا: وادي أوستا، بييمونتي، ليغوريا، لومبارديب، إميليا-رومانيا، فينيتو، فريولي فينيتسيا جوليا وترينتينو ألتو أديجي/ سودتيرول. اعتبارًا من عام 2014  م، كان عدد سكانها 27٬801٬460 نسمة. يتحدث السكان بلغات الرايتو الرومانسية [الإنجليزية] والغالو-إيطالية في المنطقة، على عكس اللغات الإيطالية-الدلماسية المستخدمة في بقية إيطاليا. تُعتبر اللغة البندقية أحيانًا جزءًا من اللغات الإيطالية-الدلماسية، لكن بعض المنشورات الرئيسية مثل إيثنولوغ(1) وغلوتولوغ تعرفها باسم الغالو-إيطالية (Gallo-Italic).
يستخدم المعهد الوطني للإحصاء (ISTAT) لأغراض إحصائية مصطلحي شمال غرب إيطاليا وشمال شرق إيطاليا في تقاريرها والتي تشمل المناطق الإحصائية الخمس في إيطاليا. تُستخدم هذه التقسيمات الفرعية لتحديد المستوى الأول لتسميات الوحدات الإقليمية للإحصاء (NUTS) ("NUTS 1 regions") داخل الاتحاد الأوروبي، والدوائر الإيطالية للبرلمان الأوروبي.

## التسمية

علم بادانيا مقترح من قبل رابطة الشمال بوسي

سمي شمال إيطاليا بمصطلحات مختلفة في فترات مختلفة من التاريخ. خلال العصور القديمة، استخدمت مصطلحات غاليا كيسالبينا أو غاليا سيتريور أو غاليا توغاتا لتحديد ذلك الجزء من إيطاليا الذي يسكنه السلتيون (Gauls) خلال القرنين الرابع والثالث قبل الميلاد. احتلتها الجمهورية الرومانية في عشرينات القرن الثالث قبل الميلاد، كانت مقاطعة رومانية من عام 81 قبل الميلاد حتى 42 قبل الميلاد، عندما دمجت في إيطاليا الرومانية. حتى ذلك الوقت، كان يُعتبر جزءًا من بلاد الغال، وبالتحديد ذلك الجزء من بلاد الغال على «جانبي جبال الألب»(2)، على عكس بلاد الغال عبر ترانس ألبين.
بعد سقوط الإمبراطورية الرومانية واستيطان اللومبارديين، استُخدم اسم لانجوبارديا مايور، في العصور الوسطى المبكرة، لتحديد مجالات مملكة لومبارديا في شمال إيطاليا. كانت الأراضي اللومباردية الخلفية تسمى لانجوبارديا الصغرى، وتتألف من دوقية سبوليتو ودوقية بينيفينتو.
خلال أواخر العصور الوسطى، بعد سقوط الجزء الشمالي من مملكة لومبارديا في يد شارلمان، استُخدم مصطلح لونجوبارديا (بالإيطالية: Longobardia)‏ ليعني شمال إيطاليا داخل مملكة إيطاليا في العصور الوسطى. عندما أصبحت المنطقة مقسمة إلى دول إقليمية، تحول مصطلح لومبارديا لاحقًا للإشارة فقط إلى منطقة دوقيات ميلانو ومانتوا وبارما ومودينا وبعد ذلك فقط إلى المنطقة المحيطة بميلانو.
في أواخر العصر الحديث، استخدم مصطلح Alta Italia («إيطاليا العليا») على نطاق واسع، على سبيل المثال من قبل لجنة التحرير الوطنية لإيطاليا العليا (بالإيطالية: Comitato di Liberazione Nazionale Alta Italia)‏ خلال الحرب العالمية الثانية. بدءًا من الستينيات، استُخدم مصطلح بادانيا أحيانًا مرادفًا جغرافيًا لوادي بو. ظهر المصطلح بشكل مقتصد حتى أوائل التسعينيات، عندما اقترِح المصطلح ليغا نورد(4)، بادانيا كاسم محتمل لدولة مستقلة في شمال إيطاليا. منذ ذلك الحين، حملت دلالات سياسية قوية.

## المناطق

### الشمال الشرقي
يحدها من الشمال النمسا ومن الشرق سلوفينيا والبحر الأدرياتيكي ومن الجنوب جمهورية سان مارينو ومقاطعة توسكانا ومن الغرب اقليمي لومبارديا وليغوريا وبيومونتي وأكبر مدينة هي بولونيا.
مقاطعات الشمال الشرقي هي:
- إميليا رومانيا
- فينيتو
- فريولي فينيتسيا جوليا
- ترينتينو ألتو أديجي

### الشمال الغربي
تقع في شمال غرب إيطاليا يحدها من الشمال سويسرا وجبال الألب ومن الشرق مقاطعتي فينيتو وإميليا رومانيا ومن الجنوب توسكانا والبحر الليغوري وأكبر مدينة ميلانو.
مقاطعات الشمال الغربي هي:
- ليغوريا
- لومبارديا
- فالي داأوستا
- بييمونتي

االمناطق الإدارية في شمال إيطاليا
مقاطعات الشمال الشرقي إيطاليا
مقاطعات الشمال الغربي
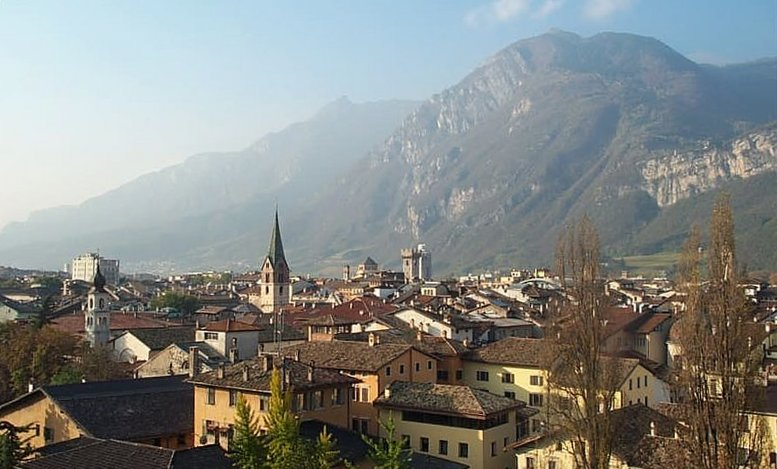
اقليم ترينتينو ألتو أديجي
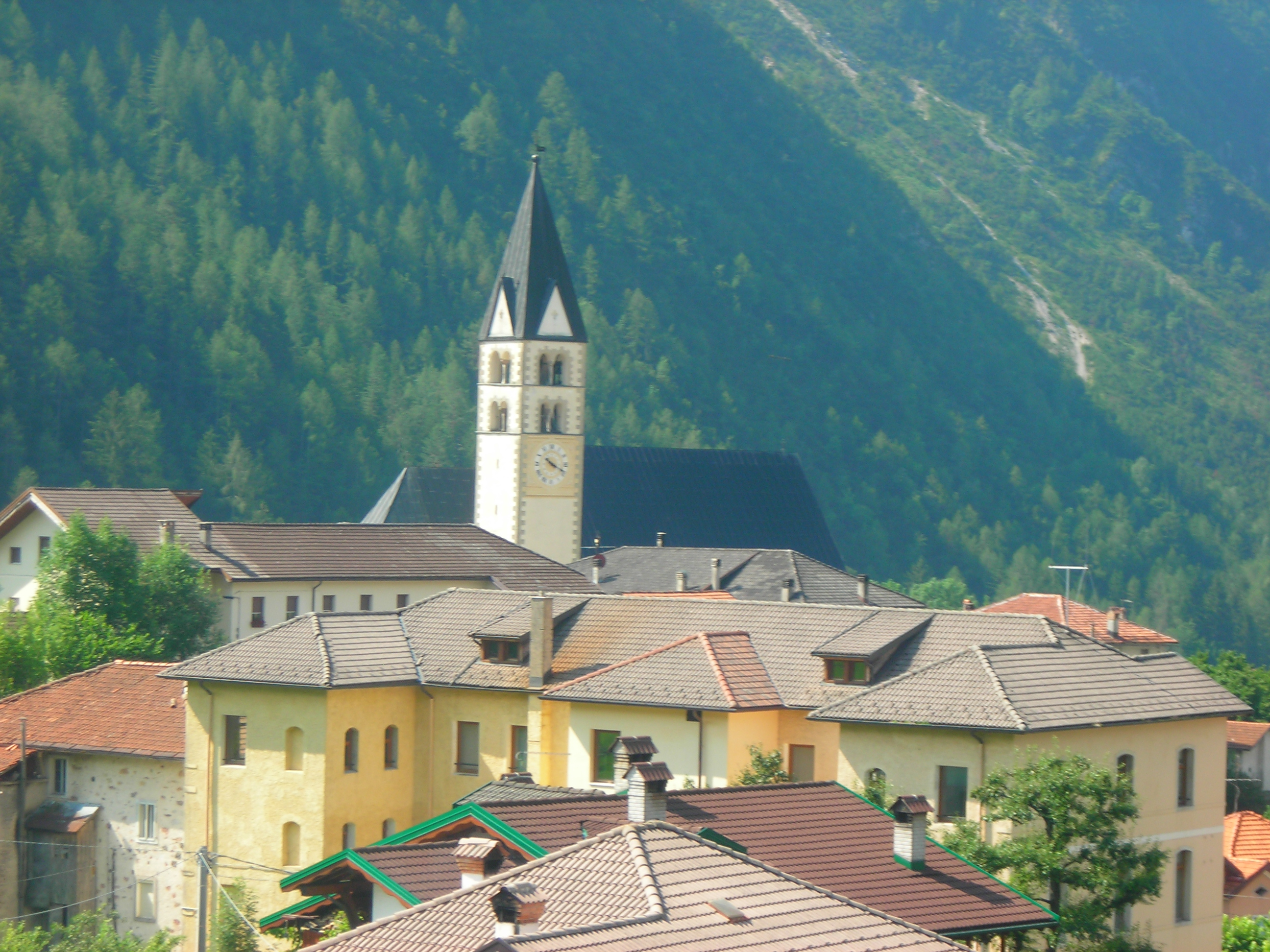
احدى قرى شمال شرق إيطاليا
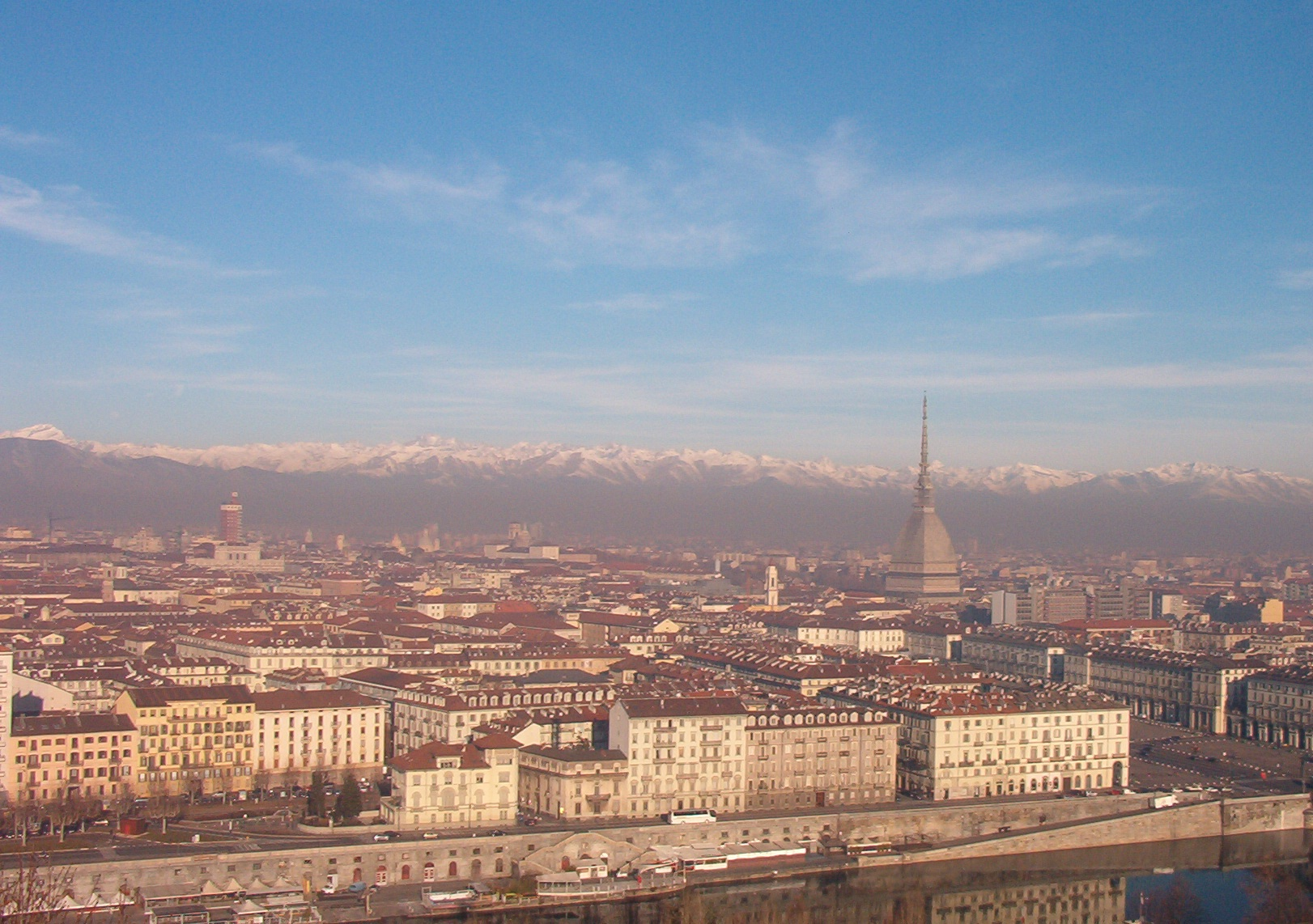
مدينة تورينو في اقليم بيامونتي

## التاريخ

### العصور القديمة وأوائل العصور الوسطى

الشعوب القديمة في شمال إيطاليا، مع ظهور الشعوب السلتية باللون الأزرق

في القرون ما قبل الرومانية كانت المنطقة مأهولة من قبل شعوب مختلفة من بينهم الليغوريون، قدماء الفينيتو، الذين ازدهروا من خلال تجارتهم في العنبر وتربية الخيول، استعمر الأتروسكانيون شمال إيطاليا من توسكانا، حيث أسسوا مدينة بولونيا ونشروا استخدام الكتابة في وقت لاحق، بدءًا من القرن الخامس قبل الميلاد، غزت قبائل سلتيك - جاليك المنطقة وأسسوا عدة مدن مثل تورينو وميلانو ووسعوا حكمهم من جبال الألب إلى البحر الأدرياتيكي. توقف تطورهم عن طريق التوسع الروماني في وادي بو ابتداءً من القرن الثالث قبل الميلاد. بعد قرون من النضال، عام 194  مقبل الميلاد، أصبحت المنطقة الكاملة لما يُعرف الآن بشمال إيطاليا مقاطعة رومانية باسم غاليا كيسالبينا. طغت الثقافة واللغة الرومانية على الحضارة السابقة في السنوات التالية، وأصبح شمال إيطاليا أحد أكثر المناطق تطوراً وغنىً في النصف الغربي من الإمبراطورية مع بناء مجموعة واسعة من الطرق وتطوير الزراعة والتجارة.
في العصور القديمة المتأخرة، عُزز الدور الاستراتيجي لشمال إيطاليا من خلال نقل عاصمة الإمبراطورية الغربية من روما إلى ميديولانوم في عام 286  م، وبعد ذلك إلى رافينا من عام 402  م حتى سقطت الإمبراطورية الرومانية الغربية في عام 476  م.

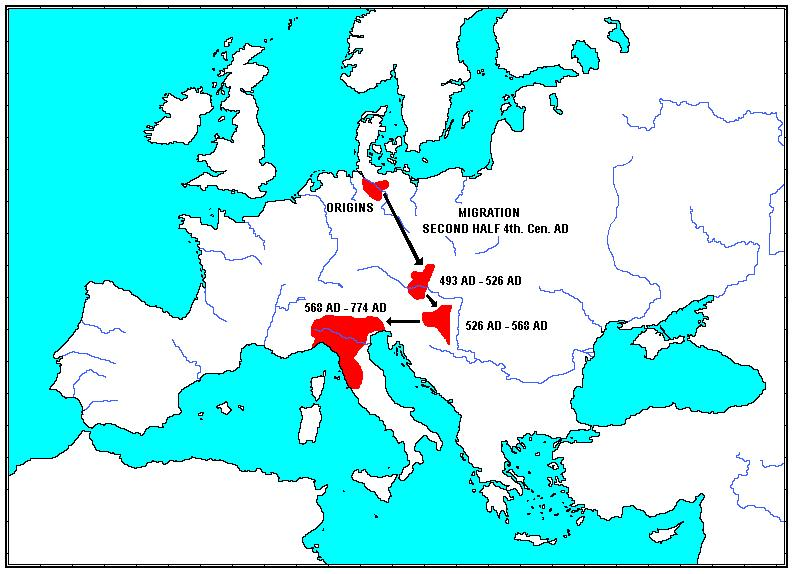
هجرة اللومبارديين نحو شمال إيطاليا

بعد سقوط الإمبراطورية الرومانية الغربية، عانى شمال إيطاليا كثيرًا من الدمار الناجم عن هجرة الشعوب الجرمانية ومن الحرب القوطية. في السبعينيات من القرن الخامس، دخل اللومبارديون الجرمانيون، أو اللونغوبارديون، شمال إيطاليا من فريولي وأسسوا فترة حكم طويلة الأمد (عاصمتها بافيا) أعطت اسم العصور الوسطى لشمال إيطاليا بأكملها والاسم الحالي لمنطقة لومباردي. بعد الصراعات الأولية، تحسنت العلاقات بين الشعب اللومباردي والمتحدثين باللغة اللاتينية. في النهاية، اندمجت اللغة والثقافة اللومباردية مع الثقافة اللاتينية، تاركةً أدلة في العديد من الأسماء والقوانين والدساتير وأشياء أخرى. جاءت نهاية حكم اللومبارد في عام 774  م، عندما غزا ملك الفرنجة شارلمان بافيا، وخلع ديزيديريوس، آخر ملوك اللومبارديين، وضم المملكة اللومباردية إلى إمبراطوريته مغيرًا الاسم إلى مملكة إيطاليا. استبدلت الدوقيات اللومبارديين السابقين في الغالب بأعداد من الفرنجة أو الأمراء الأساقفة أو المركيز.

### العصور الوسطى وعصر النهضة

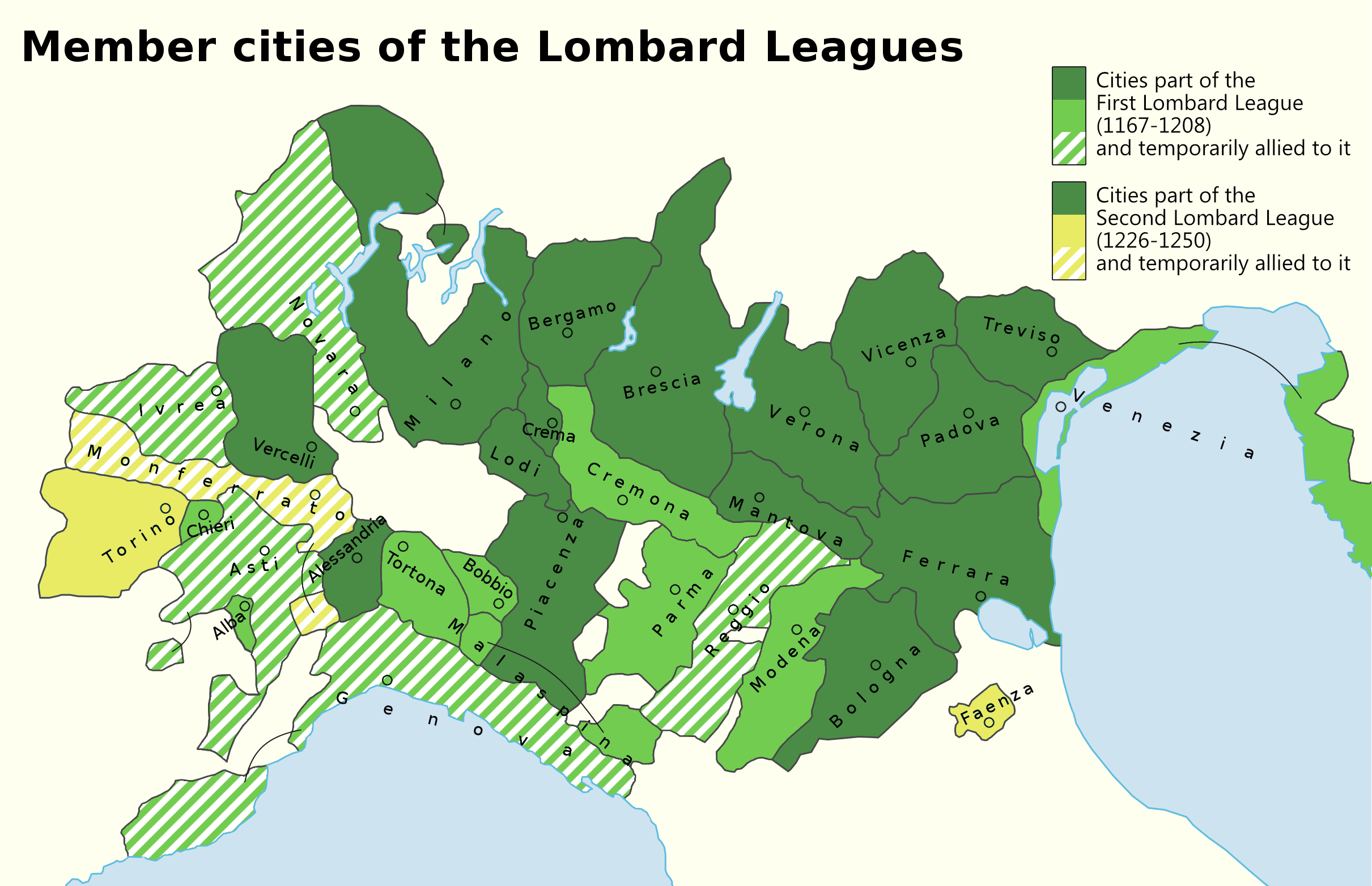
المدن الأعضاء بالرابطة اللومباردية الأولى والثانية.

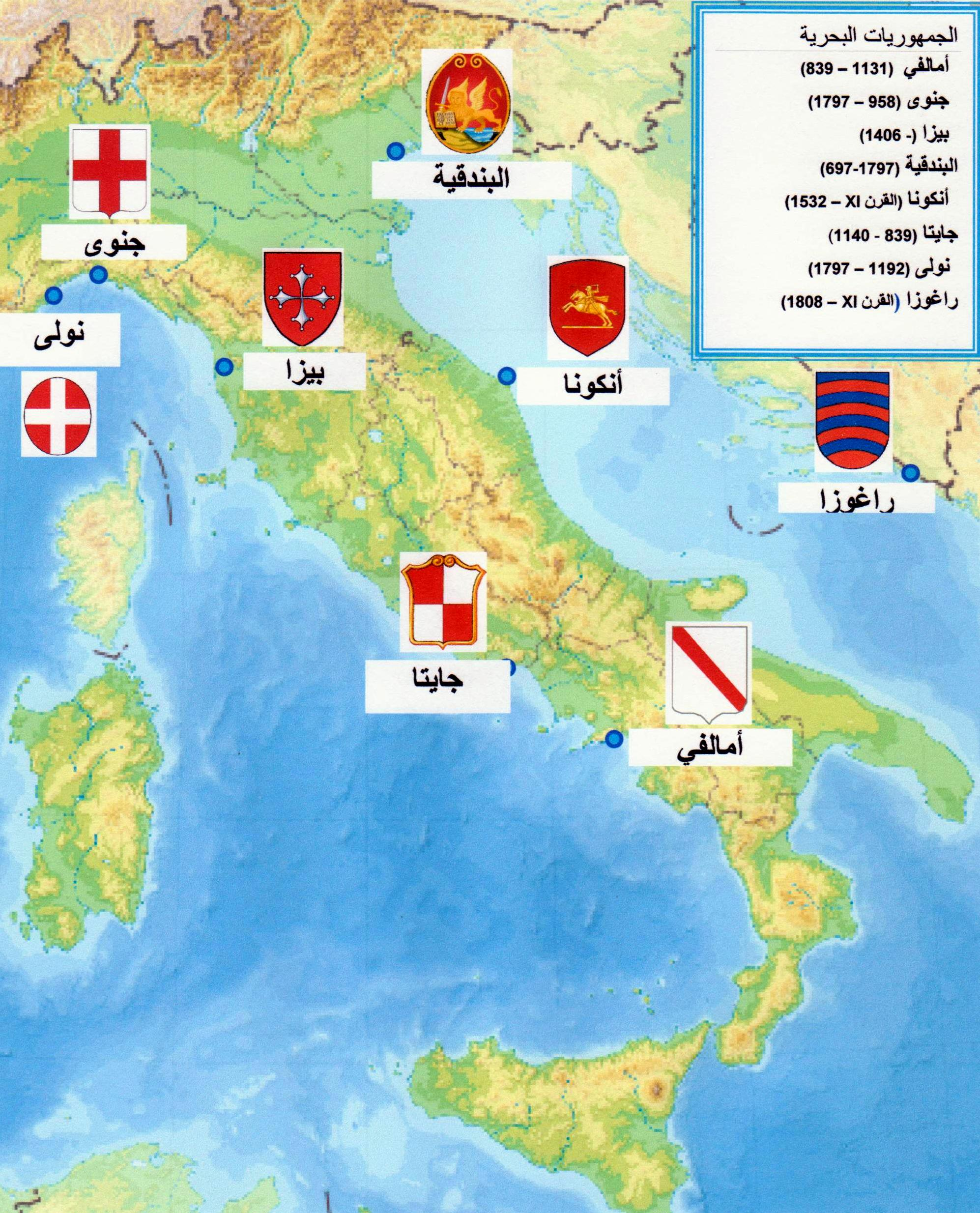
الجمهوريات البحرية

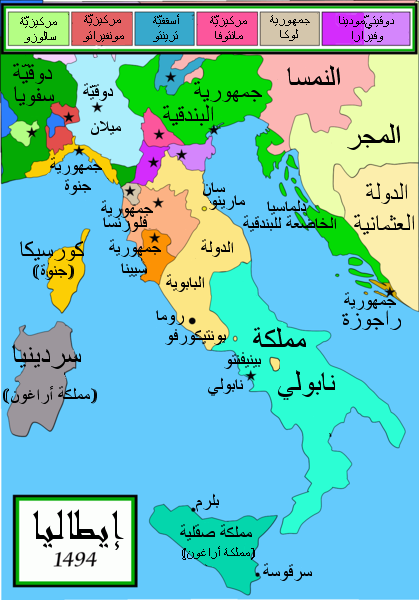
إيطاليا عام 1494.

في القرن العاشر، كان معظم شمال إيطاليا يخضع رسميًا لحكم الإمبراطورية الرومانية المقدسة ولكنه في الواقع كان مقسمًا إلى عدد من دول المدن الصغيرة المستقلة، وبلديات العصور الوسطى والجمهورية البحرية. شهد القرن الحادي عشر طفرة كبيرة في اقتصاد شمال إيطاليا، نظرًا لتحسن التجارة والابتكارات الزراعية، ازدهرت الثقافة أيضًا مع تأسيس العديد من الجامعات، من بينها جامعة بولونيا،(5) أقدم جامعة في أوروبا. الثراء المتزايد لدول المدن جعلها قادرة على تحدي السلطة العليا الإقطاعية التقليدية، التي يمثلها الأباطرة الألمان وتوابعهم المحليون. أدت هذه العملية إلى إنشاء اتحادات لومباردية مختلفة شكلتها مدن لومباردي المتحالفة التي هزمت إمبراطور هوهنشتاوفن فريدرش الأول، في لينانو، وحفيده فريدريك الثاني، في بارما، وأصبحت مستقلة تقريبًا عن الأباطرة الألمان.
فشلت الاتحادات في التطور من تحالف إلى كونفدرالية دائمة، وبالتالي، بين مختلف دول المدن المحلية، حدثت عملية توحيد؛ أصبح معظمهم مجالس سيادة تحكمها عائلات قوية مثل ديلا سكالا في فيرونا أو فيسكونتي في ميلانو، وغزت المدن المجاورة مهددة بتوحيد شمال إيطاليا تحت دولة واحدة.

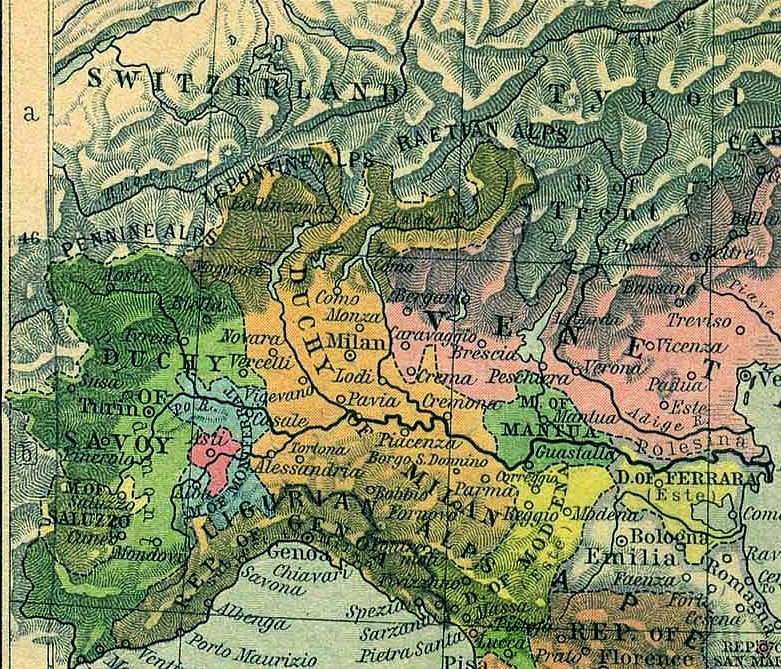
شمال إيطاليا بعد صلح لودي

في النهاية تم التوصل إلى توازن القوى في عام 1454  م في صلح لودي(6) وانتهى الأمر بشمال إيطاليا مقسمةً بين عدد صغير من الدول الإقليمية، وكان أقواها دوقيات سافوي وميلانو ومانتوا وفيرارا وجمهوريات جنوة والبندقية، التي بدأت في توسيع نفوذها في البر الرئيسي من القرن الرابع عشر فصاعدًا.
في القرن الخامس عشر، أصبح شمال إيطاليا أحد مراكز عصر النهضة التي حظيت ثقافتها وأعمالها الفنية بتقدير كبير. وسعت فئة الكوميونات المغامرة أنشطتها التجارية والمصرفية إلى شمال أوروبا، وكان «اللومبارديون»، وهو المصطلح الذي يعرف التجار أو المصرفيين القادمين من شمال إيطاليا، موجودًا في كل أوروبا. أنهت الحروب الإيطالية بين عامي 1494  م و 1559  م عصر النهضة الإيطالي الشمالي وجلبت المنطقة إلى الحرب بين فرنسا وآل هابسبورغ الإسباني والنمساوي. بعد الحرب، أصبح معظم لومباردي الحالي تحت السيطرة المباشرة أو غير المباشرة لإسبانيا. في الوقت نفسه، أدت السيطرة العثمانية على شرق البحر الأبيض المتوسط واستكشاف الطرق البحرية إلى آسيا حول إفريقيا والأمريكتين إلى تدهور جمهورية البندقية. بينما تمكنت جمهورية جنوة من أن تصبح القاعدة المصرفية الرئيسية للإمبراطورية الإسبانية.
أوقفت الأوبئة، مثل تلك التي حدثت في 1628/1630، والظروف المتدهورة عمومًا للاقتصاد الإيطالي في القرنين السابع عشر والثامن عشر، التطور الإضافي لشمال إيطاليا. كانت الدولة الوحيدة التي تمكنت من الازدهار في هذه الفترة هي دولة سافوي التي تمكنت، بفضل الانتصارات العسكرية والدبلوماسية في عام 1720  م، من الحصول على جزيرة سردينيا، والتي من خلالها اكتسبت الدوقيات شرعيةً كمملكة أصيلة وزاد من أهمية تورينو كعاصمة أوروبية.

### التاريخ الحديث
بعد الثورة الفرنسية في أواخر القرن الثامن عشر، غزت الجيوش الفرنسية شمال إيطاليا وأنشأ نابليون العديد من الجمهوريات العميلة، وفي عام 1805  م تأسست مملكة إيطاليا الجديدة، المكونة من شمال إيطاليا بالكامل ولكن إقليم بيدمونتي ضُم إلى فرنسا، وصارت ميلانو عاصمة ونابليون رئيسًا للدولة. في مؤتمر فيينا، استعيدت مملكة سردينيا، ووسعت بضم جمهورية جنوة لتقويتها كحاجز ضد فرنسا. كانت بقية شمال إيطاليا تحت الحكم النمساوي، إما بشكل مباشر كما هو الحال في مملكة لومبارديا فينيشيا أو غير مباشر كما هو الحال في دوقيتي بارما ومودينا. مُنحت بولونيا ورومانيا إلى الدولة البابوية.

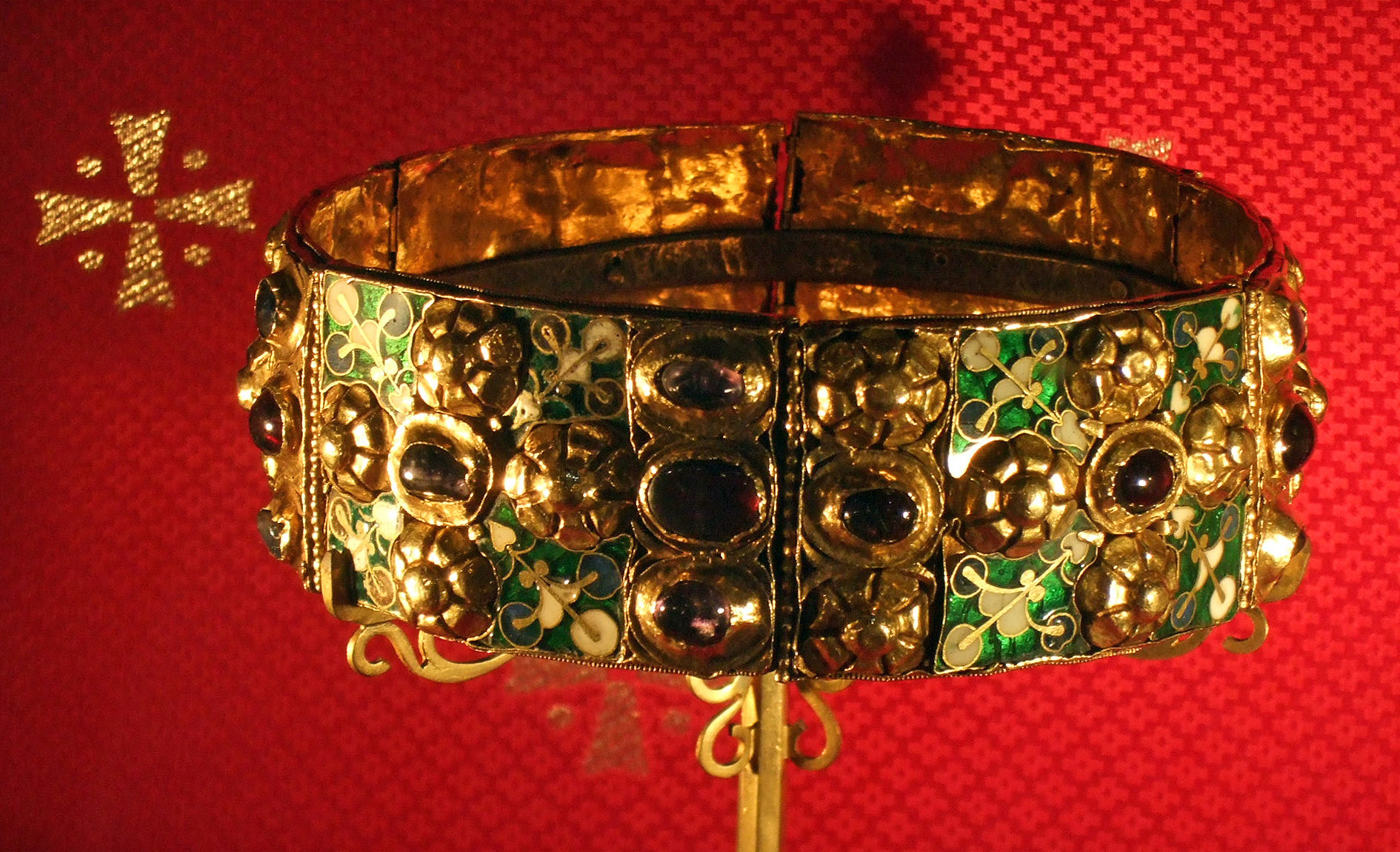
التاج الحديدي في لومبارديا، استخدمه نابليون رمزًا للسلطة على شمال إيطاليا

كانت الحكومة الإمبراطورية النمساوية لا تحظى بشعبية بسبب سياساتها المعادية لليبرالية وأصبح شمال إيطاليا المركز الفكري الذي يقود عملية التوحيد الإيطالية. كانت بيدمونتي ومملكة سردينيا، على وجه الخصوص، الدولة التي أطلقت توحيد إيطاليا في 1859 – 1861 م. شرعت الدولة الجديدة بعد هزيمة النمساويين في عام 1859 وضم شمال إيطاليا في إطلاق حملة لغزو جنوب ووسط إيطاليا وأصبحت تورين لفترة وجيزة عاصمة لكامل إيطاليا تقريبًا.

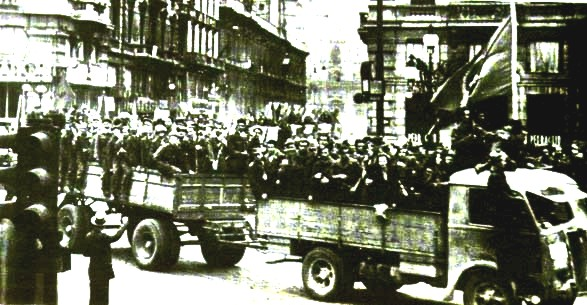
أنصار مناهضون للفاشية في شوارع بولونيا بعد الانتفاضة العامة في أبريل 1945

بعد التوحيد الإيطالي، نقلت العاصمة من تورين إلى روما وانخفضت الأهمية الإدارية والمؤسسية لشمال إيطاليا بشكل كبير. ومع ذلك، منذ أواخر القرن التاسع عشر وخاصة مع الازدهار الاقتصادي في الخمسينيات والستينيات من القرن الماضي، كان شمال إيطاليا وخاصة مدن تورينو وجنوة وميلانو أهم منطقة في التصنيع الإيطالي وعززت مكانتها كأكثر المناطق ثراءً وأكثرها تصنيعًا. بين عامي 1943  م و 1945  م، خلال الحرب العالمية الثانية، كان شمال إيطاليا جزءًا من الجمهورية الاجتماعية الإيطالية الفاشية والمسرح الرئيسي للنشاط الحزبي المناهض للفاشية. بين 19 و25 أبريل 1945، بدأت مدن شمال إيطاليا تمردًا ضد القوات الفاشية والنازية مما أدى إلى تحرير قوات الحلفاء لشمال إيطاليا. قادت الاختلالات الاقتصادية بين شمال إيطاليا وبقية البلاد، فضلا عن التاريخ القصير لإيطاليا كدولة واحدة، في التسعينيات إلى ظهور القومية البادانية، حيث روجت رابطة الشمال إما للانفصال أو الاستقلال الذاتي لبادانيا، وهو الاسم الذي اختير لتمثيل شمال إيطاليا.

## جغرافيا

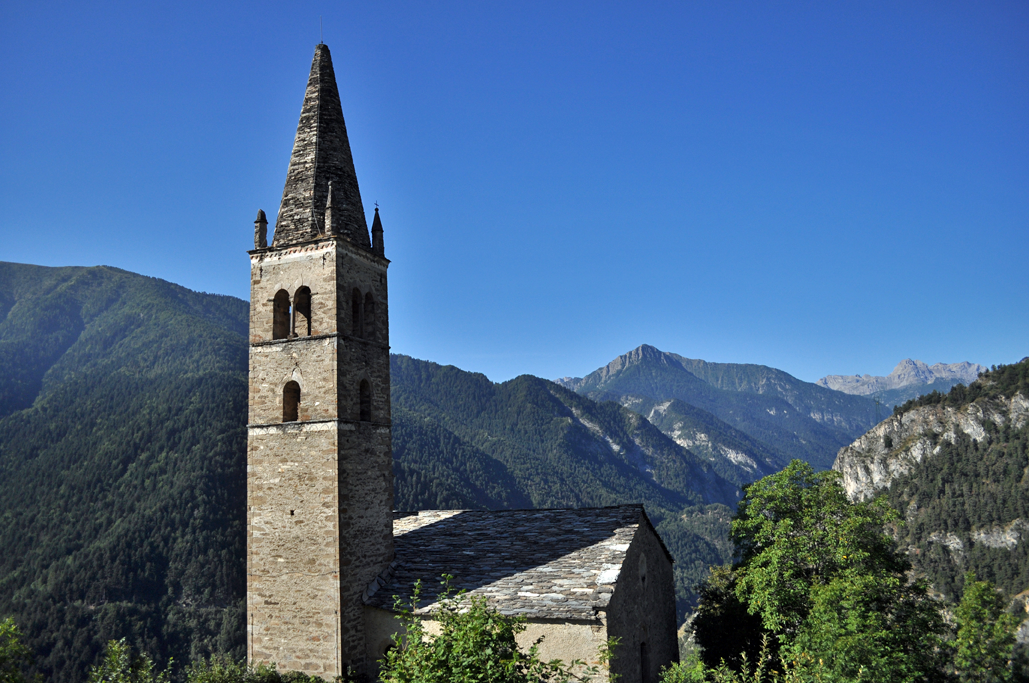
جبال الألب في فال مايرا، مقاطعة كونيو

يتكون شمال إيطاليا من حوض نهر بو، الذي يضم كامل السهل الواسع الممتد من سفح جبال الأبينيني إلى جبال الألب، بالإضافة إلى الوديان والمنحدرات على جانبيها، سهل البندقية وساحل ليغوريا. يحتوي شمال إيطاليا على جبال الألب كحدود شمالية وغربية وجبال أبنين هي الحد الجنوبي. بين السلسلتين الجبليتين يوجد سهل كبير الناتج من سهل البندقية ووادي بو، أكبر نهر في إيطاليا، والذي يتدفق على طول 652 كيلومتر (405 ميل) شرقا من جبال الألب الكوتية إلى البحر الأدرياتيكي وتستقبل كل المياه التي تتدفق من جبال الأبينيني شمالا، وكل المياه التي تنحدر من جبال الألب باتجاه الجنوب. يعد وادي بو أكبر سهل في إيطاليا ويضم الغالبية العظمى من سكان شمال إيطاليا.

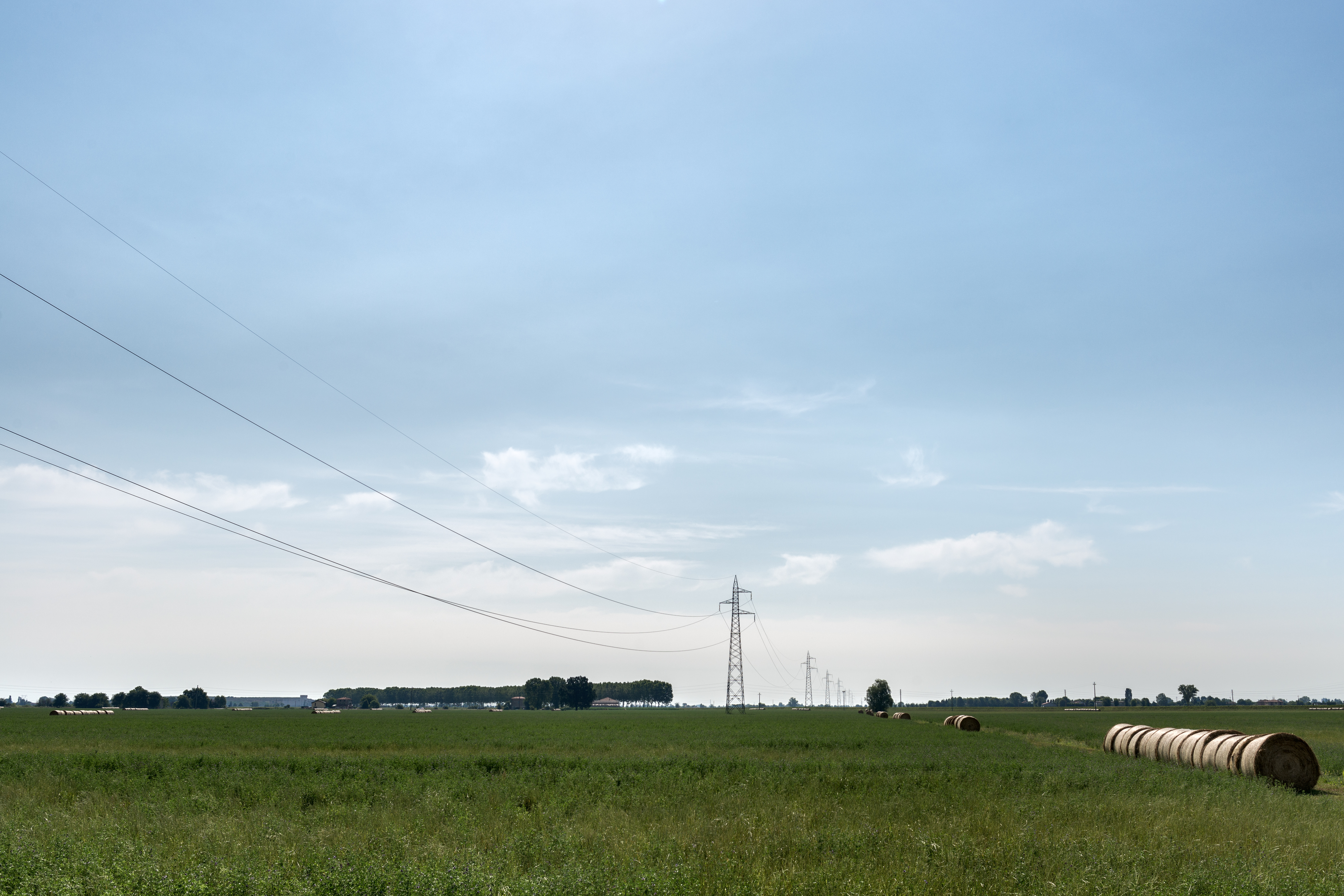
المناظر الطبيعية الزراعية في بو Plain في Sant'Agata Bolognese

تعد جبال الألب موطنًا لبعض الجبال المعروفة عالميًا مثل ماترهورن (سيرفينو) ومونتي روزا وغران باراديسو في جبال الألب الشرقية وبيرنينا وستلفيو ودولوميت على طول الجانب الشرقي من جبال الألب. أعلى قمة في أوروبا هي مونت بلانك، بارتفاع 4,810 متر (15,780 قدم) فوق مستوى سطح البحر، وتقع على الحدود مع فرنسا.
باستثناء جزء من ليغوريا، يقع معظم شمال إيطاليا في حوض تصريف البحر الأدرياتيكي (مع الأنهار بو، بيافي، أديجي، برينتا، تاليامنتو، رينو) على الرغم من أن المياه من بعض البلديات الحدودية (يفنو في لومبارديا، سان كانديدو وسستو في ترينتينو ألتو أديجي) في البحر الأسود عبر حوض نهر الدانوب، وتصب المياه من بحيرة لي في لومبارديا إلى بحر الشمال عبر حوض نهر الراين.
على سفوح جبال الألب يوجد عدد من البحيرات السفلية ذات السدود الرملية، وأكبرها بحيرة غاردا. ومن البحيرات الأخرى المعروفة جيدًا بحيرة ماجيوري، التي يقع قسمها الشمالي في سويسرا، وكومو وأورتا ولوغانو وإيزيو وإيدرو.

### المناخ

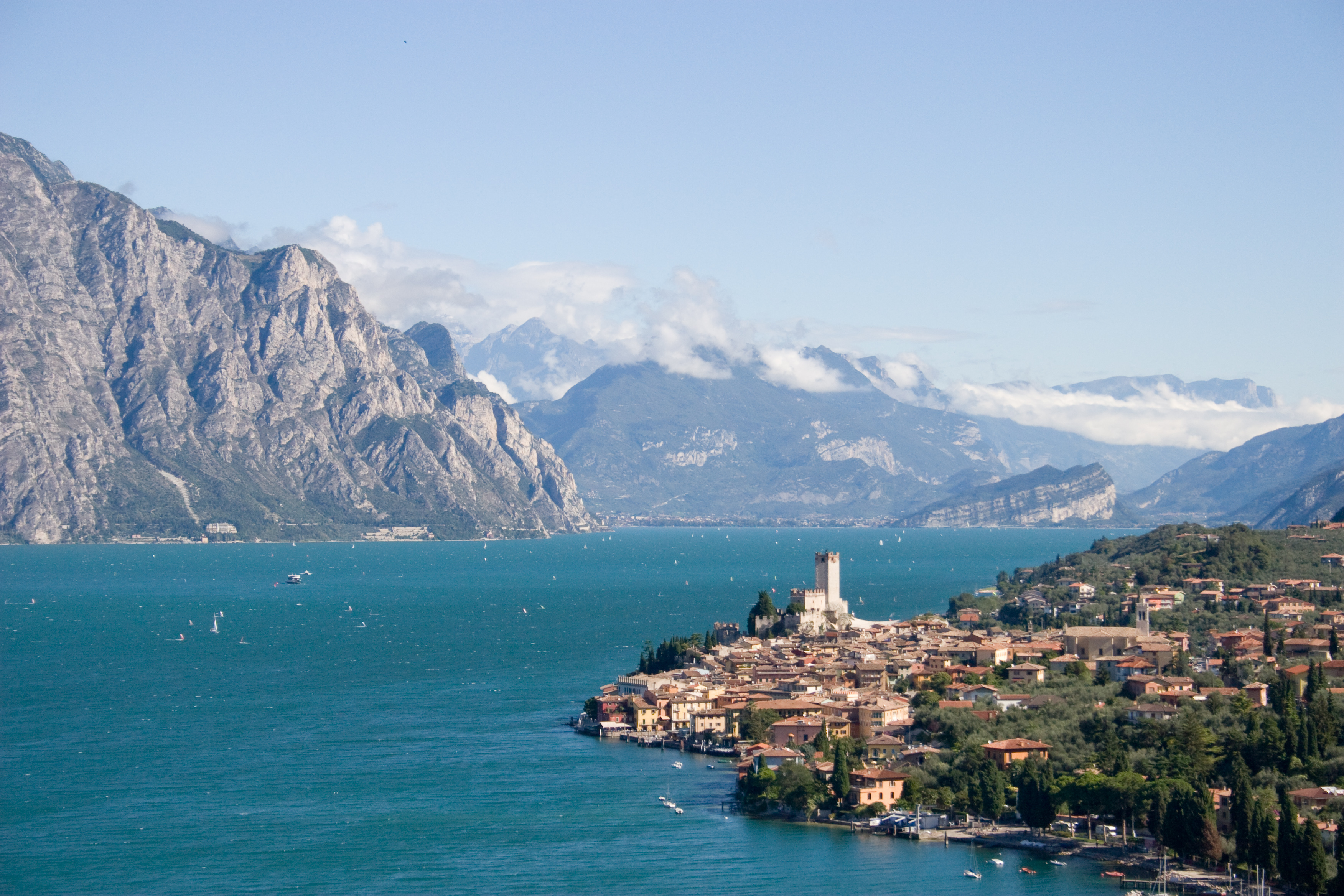
تتميز بحيرات جبال الألب مثل بحيرة غاردا بمناخ محلي أكثر دفئًا من المناطق المحيطة

مناخ شمال إيطاليا هو بشكل رئيسي رطب شبه مداري (كوبن CFA)، خاصة في السهول. عادة ما يكون الشتاء في شمال إيطاليا طويلًا وجافًا نسبيًا وباردًا نوعًا ما. بالإضافة إلى ذلك، هناك تفاوت كبير في درجات الحرارة الموسمية بين الصيف والشتاء. في التلال والجبال، يكون المناخ قاريًا رطبًا (كوبن Dfb). يكون الجو باردًا في الوديان ولكنه عادةً ما يكون منخفض الرطوبة، بينما يمكن أن يكون الجو باردًا جدًا على المرتفعات التي تتجاوز 1,000 متر (3,300 قدم)، مع تساقط الثلوج بغزارة. تناسب المناطق الساحلية في ليغوريا بشكل عام مناخ البحر الأبيض المتوسط. في سفوح جبال الألب، التي تتميز بمناخ محيطي (كوبن Cfb)، تمارس العديد من البحيرات تأثيرًا مخففًا، مما يسمح بزراعة محاصيل البحر الأبيض المتوسط النموذجية (الزيتون، الحمضيات).
يتميز المناخ الإقليمي بالضباب الكثيف الذي يغطي السهول بين أكتوبر وفبراير، وخاصة في وسط سهل بو. يتأثر الساحل الشرقي، من رومانيا إلى ترييستي أحيانًا برياح بورا الباردة في الشتاء والربيع.

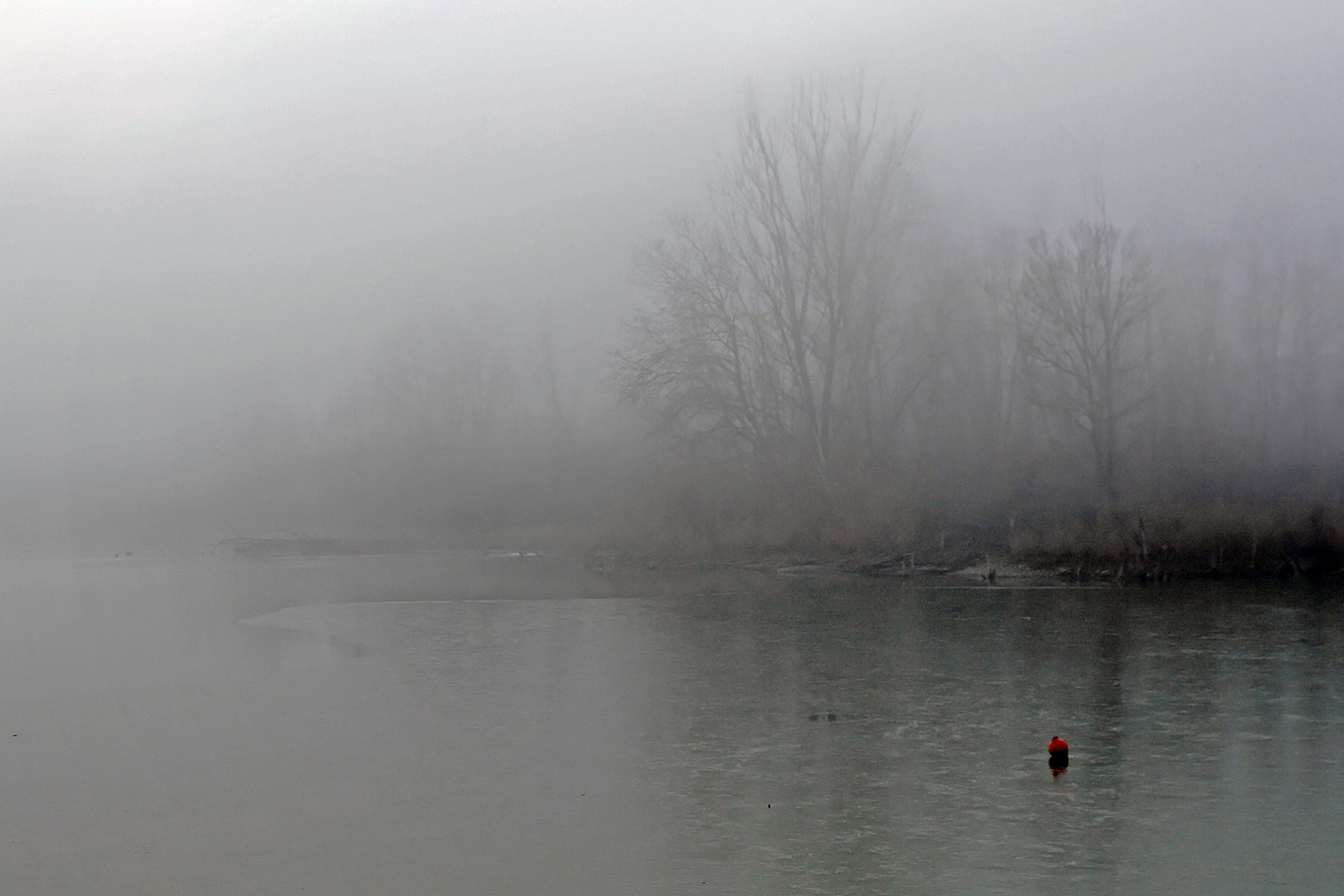
ضباب على نهر Secchia بالقرب من مودينا. الضباب شائع الحدوث في سهل بو

أبرد شهر هو يناير حيث متوسط درجة الحرارة في وادي بو ما بين −1 و 1 °م (30 و 34 °ف). يمكن أن تصل الدرجات الدنيا الصباحية الشتوية أحيانًا إلى −30 إلى −20 °م (−22 إلى −4 °ف) في جبال الألب و−14 إلى −8 °م (7 إلى 18 °ف) في وادي بو، مع تسجيلات قريبة من −30 °م (−22 °ف) في أبرد فصول الشتاء بالقرب من بولونيا واتي. عادة ما يكون الصيف أكثر استقرارًا، على الرغم من العواصف بالقرب من جبال الألب، حيث تتراوح درجات الحرارة في يوليو بين 22–24 °م (72–75 °ف) شمال نهر بو، كما هو الحال في ميلانو أو البندقية، وجنوب نهر بو يمكن أن تصل إلى 24–25 °م (75–77 °ف) كما هو الحال في بولونيا.
عدد الأيام التي تقل فيها درجة الحرارة عن 0 °م (32 °ف) عادة من 16 °م (61 °ف) إلى 32 °م (90 °ف) في السنة، مع أعلى فترات البرودة لمدة 100-110 يومًا في المناطق الريفية بشكل رئيسي. في فصول الشتاء الباردة، قد تتجمد بحيرة البندقية، وتوجد أيام أكثر برودة بما يكفي للسير على الغطاء الجليدي.
يتوزع هطول الأمطار بالتساوي خلال العام، على الرغم من أن الصيف عادة ما يكون أكثر رطوبة قليلاً. أكثر كثافة في منطقة بريالبيني، والتي تصل حتى 1,500 إلى 2,000 مليمتر (59 إلى 79 بوصة) سنويًا، ولكنها وفيرة أيضًا في مناطق السهول وجبال الألب، بمتوسط 600 إلى 850 مليمتر (24 إلى 33 بوصة) سنويًا. إجمالي هطول الأمطار السنوي في المتوسط هو 827 مليمتر (32.6 بوصة). يكون الثلج شائعًا جدًا بين أوائل ديسمبر وأوائل مارس في مدن مثل تورينو وميلانو وبولونيا، ولكنه يظهر أحيانًا في أواخر نوفمبر أو أواخر مارس وحتى أبريل. يمكن تتساقط الثلوج في كل من جبال الألب والأبينين إلى ما يصل 500–1,000 سنتيمتر (200–390 بوصة) في العام عند ارتفاع 2,000 متر (6,600 قدم) ؛ على أعلى قمم جبال الألب، قد يتساقط الثلج حتى خلال منتصف الصيف، وتوجد الأنهار الجليدية.

### التلوث
بسبب التصنيع العالي وقلة الرياح بسبب الإنغلاق بين سلاسل الجبال، يظل تلوث الهواء مشكلة خطيرة في شمال إيطاليا. حتى لو انخفضت مستويات الضباب الدخاني بشكل كبير منذ السبعينيات والثمانينيات، فقد أفاد فريق من الباحثين في المعهد الملكي الهولندي للأرصاد الجوية في عام 2005  م أن شمال إيطاليا كان أحد أكثر المناطق تلوثًا في أوروبا من حيث الضباب الدخاني وتلوث الهواء بسبب الظروف المناخية والجغرافية. التي تسبب ركود الملوثات.

## اللغات

اللغات والأصناف الإقليمية في إيطاليا

تهيمن عائلة اللغات الغالو-إيطالية على شمال إيطاليا، على عكس باقي البلاد التي تتحدث باللغات الإيطالية الرومانسية، وتشمل هذه اللغات الإميليانوية والليغورية واللومباردية والبيدمونتية والرومانيولية. يعتبر معظم اللغويين اللغة البندقية أيضًا جزءًا من مجموعة الغالو-إيطالية، على الرغم من أن آخرين قد يعتبرونها جزءًا من اللغة الإيطالية الدلماسية أو أنها تشكل عائلة لغوية مختلفة.
تصل لغات الغالو-إيطالية أيضًا إلى شمال منطقة ماركي في وسط إيطاليا(7) وتوسكانا(8)، لذلك تعتبر هذه المناطق لغويًا جزءًا من شمال إيطاليا.
تُستخدم اللغة الأوكيتانية من عائلة اللغات الغالو رومانسية في وادي أربيتان والأوكيتاني في غرب بيدمونتي، ومجموعة الرايتو-الرومانسية التي تضم اللغة الفريولية واللغة اللادينية.
وتستخدم اللغات غير الرومانسية أيضًا: اللغات الجرمانية مثل الألمانية القياسية والبافارية في جنوب تيرول، مجتمعات «والسر» الصغيرة في بيدمونتي وادي أوستا، وسيمبريان وموشينو في فينيتو، فريولي وترينتينو. يتم التحدث باللغات السلافية في فريولي فينيتسيا جوليا: توجد أقليات سلوفينية في مقاطعة ترييستي وفي الأجزاء الشرقية من مقاطعتي أوديني وغوريزيا.

### التاريخ
خلال العصور الوسطى، بشكل رئيسي بين القرنين الثالث عشر والخامس عشر، كانت تستخدم لغة مبتذلة شهيرة باسم «كويني لومبارد-البندقية». في مصادر العصور الوسطى كانت تسمى ببساطة «اللغة المكتوبة» أو اللومباردية، لأن الاسم الجغرافي «لومبارديا» كان يستخدم للإشارة إلى منطقة شمال إيطاليا بأكملها.
ابتداءً من القرن الخامس عشر، بدأ كويني اللومباردي-الفينيسي في التنازل عن توسكان، وهي ظاهرة يصفها تاجليافيني على النحو التالي: «فلورنتين، بفضل (دانتي) والتوسكان العظماء الآخرين مثل بترارك وبوكاتشيو، إلى الموقع المركزي لفلورنسا والظروف التاريخية في ذلك الوقت، انتشرت تدريجيًا في جميع أنحاء إيطاليا، مما أدى أيضًا إلى اختفاء اللغة الإيطالية العليا المشتركة، التي ارتقت في القرن الثالث عشر إلى مكانة معينة».

## الاقتصاد
يعد شمال إيطاليا المنطقة الأكثر تطوراً وإنتاجيةً في البلاد، مع واحدة من أعلى الناتج المحلي الإجمالي للفرد في أوروبا. كان الجزء الأول من إيطاليا يشهد حالة تصنيع في النصف الأخير من القرن التاسع عشر؛ شكلت مراكز التصنيع في ميلانو وتورين ما يسمى بالمثلث الصناعي، وكذلك ميناء جنوة. منذ ذلك الحين، تحول القلب الصناعي للمنطقة شرقًا. يتكون المثلث الصناعي الحالي من لومبارديا وفينيتو وإميليا رومانيا. حدث تحول مماثل في نصيب الفرد من الناتج المحلي الإجمالي، وأصبحت المناطق الشرقية (بما في ذلك لومباردي) منذ ذلك الحين أكثر ثراءً من بيدمونتي وليجوريا. مع إجمالي الناتج المحلي الاسمي لعام 2008  م يقدر بـ 772676  مليون يورو، يمثل شمال إيطاليا 54.8٪ من الاقتصاد الإيطالي، على الرغم من وجود 45.8٪ فقط من السكان.

## السكان

### المناطق
| المنطقة               | العاصمة  | السكان     |
| --------------------- | -------- | ---------- |
| إميليا رومانيا        | بولونيا  | 4٬448٬841  |
| فريولي فينيتسيا جوليا | ترييستي  | 1٬217٬872  |
| ليغوريا               | جنوة     | 1٬565٬307  |
| لومبارديا             | ميلانو   | 10٬019٬166 |
| بييمونتي              | تورينو   | 4٬392٬526  |
| ترينتينو ألتو أديجي   | ترينتو   | 1٬062٬860  |
| فالي دا أوستا         | أوستا    | 126٬883    |
| فينيتو                | البندقية | 4٬907٬529  |

### أكبر المدن

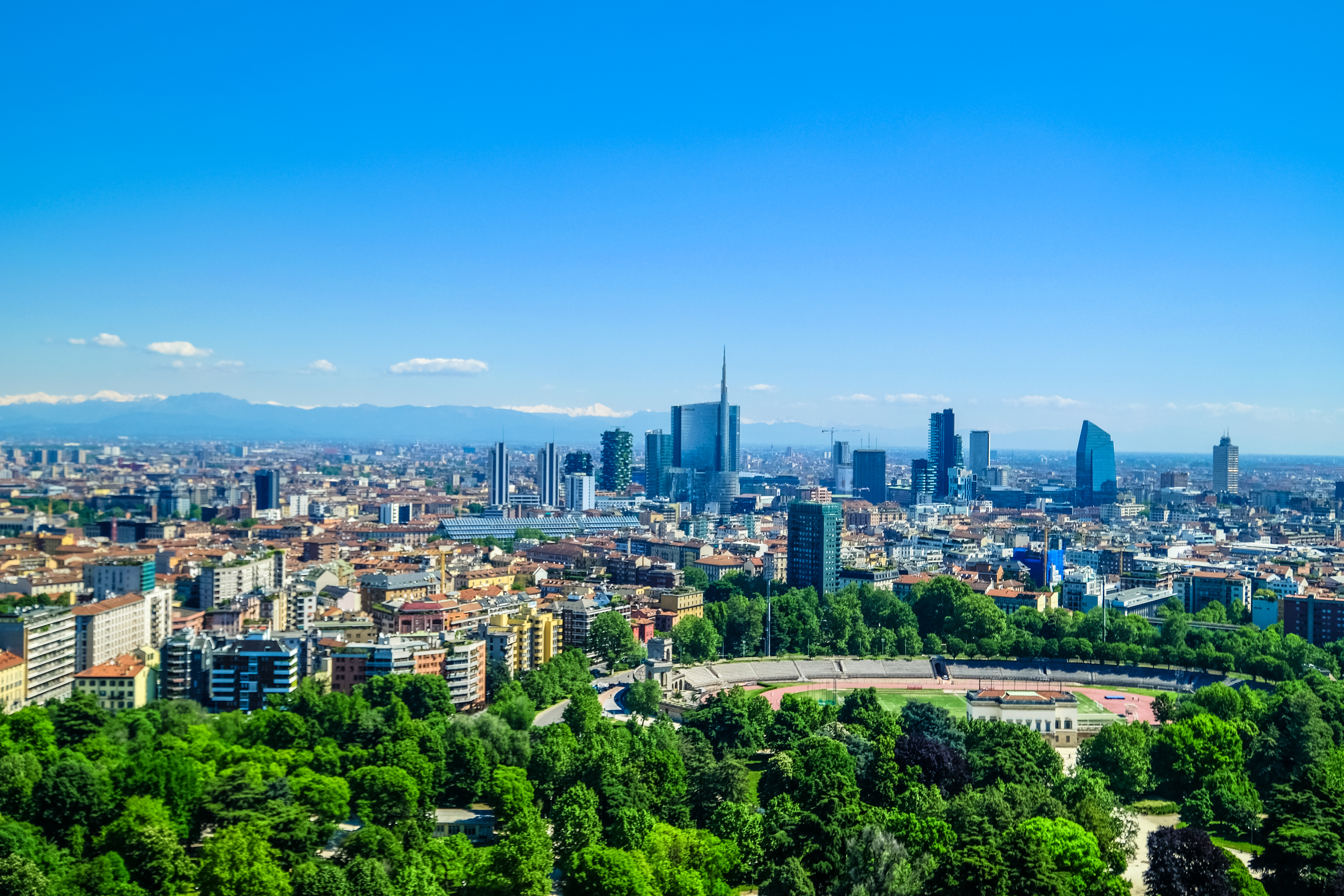
ميلانو

تورينو

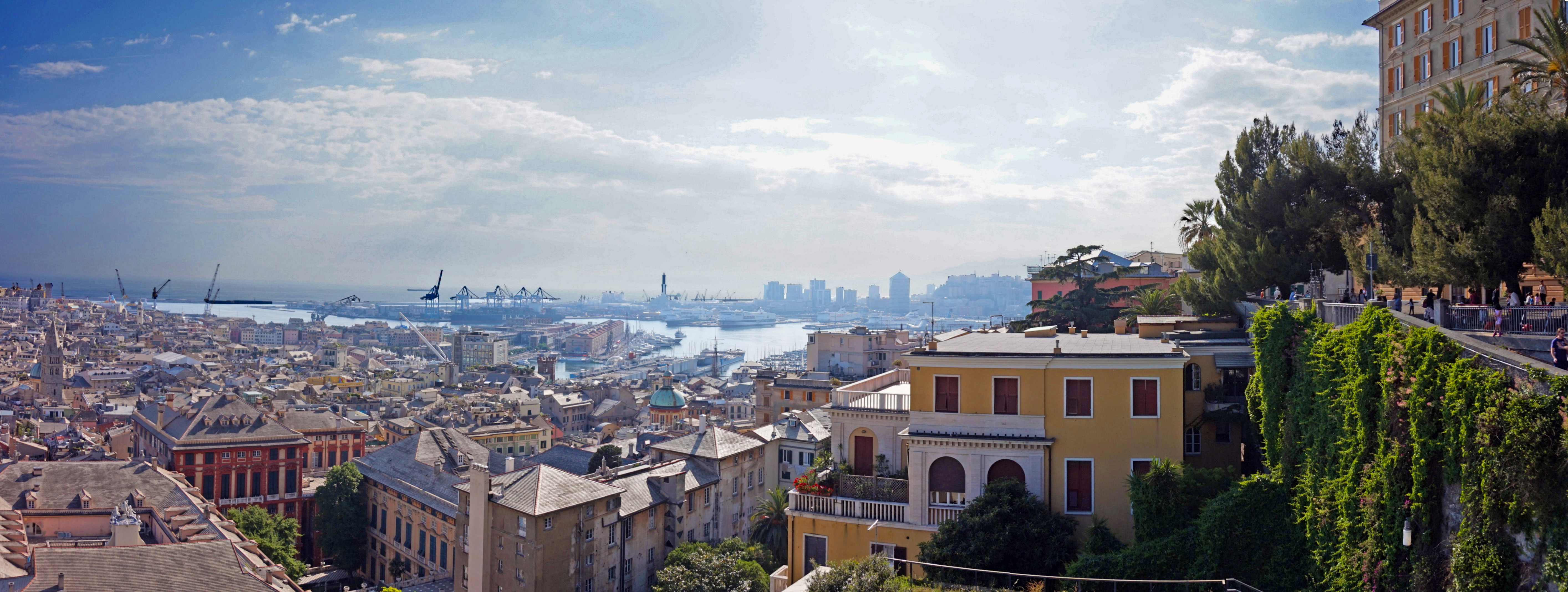
جنوة

المدن الأكثر اكتظاظًا بالسكان (بأكثر من 100 000 نسمة) اعتبارًا من 31 ديسمبر 2016،  التقديرات كانت:
| مرتبة | مدينة          | تعداد السكان | منطقة                        |
| ----- | -------------- | ------------ | ---------------------------- |
| 1     | ميلانو         | 1٬366٬180    | لومبارديا                    |
| 2     | تورينو         | 882٬523      | بييمونتي                     |
| 3     | جنوة           | 580٬097      | ليغوريا                      |
| 4     | بولونيا        | 389٬261      | إميليا-رومانيا               |
| 5     | مدينة البندقية | 261٬321      | فينيتو                       |
| 6     | فيرونا         | 257٬275      | فينيتو                       |
| 7     | بادوفا         | 210٬440      | فينيتو                       |
| 8     | ترييستي        | 204٬338      | فريولي فينيتسيا جوليا        |
| 9     | بريشيا         | 200٬423      | لومبارديا                    |
| 10    | بارما          | 195٬687      | إميليا-رومانيا               |
| 11    | مودينا         | 185٬273      | إميليا-رومانيا               |
| 12    | ريجيو إميليا   | 171٬944      | إميليا-رومانيا               |
| 13    | رافينا         | 159٬115      | إميليا-رومانيا               |
| 14    | ريميني         | 149٬403      | إميليا-رومانيا               |
| 15    | فيرارا         | 132٬278      | إميليا-رومانيا               |
| 16    | مونزا          | 123٬598      | لومبارديا                    |
| 17    | بيرغامو        | 120٬923      | لومبارديا                    |
| 18    | ترينتو         | 117٬997      | ترينتينو ألتو أديجي/سودتيرول |
| 19    | فورلي          | 117٬863      | إميليا-رومانيا               |
| 20    | فيتشنزا        | 111٬620      | فينيتو                       |
| 21    | بولزانو        | 107٬317      | ترينتينو ألتو أديجي/سودتيرول |
| 22    | نوفارا         | 104٬183      | بييمونتي                     |
| 23    | بياتشينزا      | 103٬082      | إميليا-رومانيا               |

### البلديات الأكثر اكتظاظًا بالسكان
فيما يلي قائمة بالسكان المقيمين في البلديات التي يزيد عدد سكانها عن 50000 نسمة.
| #  | البلدية           | السكان | المنطقة               |
| -- | ----------------- | ------ | --------------------- |
| 24 | أوديني            | 99٬341 | فريولي فينيتسيا جوليا |
| 25 | تشيزينا           | 96٬589 | إميليا-رومانيا        |
| 26 | ألساندريا         | 93٬839 | بييمونتي              |
| 27 | لا سبيتسيا        | 93٬678 | ليغوريا               |
| 28 | كومو              | 84٬326 | لومبارديا             |
| 29 | تريفيزو           | 83٬950 | فينيتو                |
| 30 | بوستو أرسيتسيو    | 83٬340 | لومبارديا             |
| 31 | سستو سان جوفاني   | 81٬822 | لومبارديا             |
| 32 | فاريزي            | 80٬694 | لومبارديا             |
| 33 | أستي              | 76٬164 | بييمونتي              |
| 34 | تشينيزيلو بالسامو | 75٬659 | لومبارديا             |
| 35 | كريمونا           | 71٬924 | لومبارديا             |
| 36 | بافيا             | 72٬612 | لومبارديا             |
| 37 | كاربي             | 71٬060 | إميليا-رومانيا        |
| 38 | إيمولا            | 69٬951 | إميليا-رومانيا        |
| 39 | فيدجيفانو         | 63٬505 | لومبارديا             |
| 40 | سافونا            | 61٬057 | ليغوريا               |
| 41 | لنيانو            | 60٬259 | لومبارديا             |
| 42 | فاينزا            | 58٬836 | إميليا-رومانيا        |
| 43 | مونكالييري        | 57٬530 | بييمونتي              |
| 44 | كونيو             | 56٬124 | بييمونتي              |
| 45 | سانريمو           | 54٬824 | ليغوريا               |
| 46 | غالاراتي          | 53٬145 | لومبارديا             |
| 47 | بوردينوني         | 51٬139 | فريولي فينيتسيا جوليا |

## مناطق جبال الألب
يُعرف وادي أوستا وبيدمونت وفينيتو وترينتينو ألتو أديجي وليجوريا وفريولي فينيتسيا جوليا ولومباردي باسم مناطق جبال الألب في إيطاليا، والتي تتكون من شمال إيطاليا باستثناء إميليا رومانيا.

## الهوامش
- 1: التي تشير إليها اليونسكو على صفحتها حول اللغات المهددة بالانقراض.
- 2: من وجهة نظر الرومان.
- 3: على الجانب البعيد من جبال الألب.
- 4: وهو حزب فيدرالي، وفي بعض الأحيان حزب سياسي انفصالي في إيطاليا.
- 5: جامعة بولونيا تعتبر وفقًا للمؤرخين أقدم جامعة بالمفهوم الحديث للتعليم العالي.[36][37][38][39]
- 6: صلح لودي وقع بالمدينة اللومباردية لودي في التاسع من أبريل سنة 1454، ووضع حداً للصراع المستعر بين جمهورية البندقية ودوقية ميلانو منذ بداية القرن الخامس عشر.[40][41][42]
- 7: مقاطعة بيزارو وأوربينو ومدينة سينيغاليا في مقاطعة أنكونا.
- 8: معظم مقاطعة ماسا كرارا ومناطق أقصى شمال غارفانيانا في مقاطعة لوكا، ولكن أيضًا بعض أجزاء من مدينة فلورنسا الحضرية.